# Teorie dvou mečů
Teorie dvou mečů byla středověká teorie o rozdělení moci nad světem. Tato teorie byla všeobecné uznávána na Západě od dob papeže Gelasia I. Základ teorie vychází z myšlenky, že Ježíš Kristus rozdělil moc nad světem na dvě složky předáním dvou mečů (Lukáš 22,38), jeden meč je určen k správě duchovní a druhý k správě světské, duchovní meč potom drží papež a světský císař. V průběhu středověku ovšem trvalo neustálé napětí mezi papežskou a císařskou mocí a vznikaly různé právní a filosofické výklady této teorie tu ve prospěch papeže a tu císaře. V průběhu 11.–14. století za pontifikátu silných papežů Inocence III., IV. a Bonifáce VIII. a dalších dařilo prosadit výklad nadřazenosti duchovní moci té světské (oba meče předal Kristus Petrovi a jeho nástupcům, kteří teprv půjčují světský meč císaři). Opačné výklady naopak zdůrazňovaly oddělenost obou složek, přičemž duchovní meč opravňuje vládnou papeži pouze v rovině mystické.